# 淚王子
《泪王子》是一部2009年的台灣電影，取自焦姣父親在台灣白色恐怖時期被害的故事。

## 演員列表
| 演員   | 飾演     | 備註 |
| ------ | -------- | ---- |
| 范植偉 | 丁叔叔   |      |
| 張孝全 | 孙汉生   |      |
| 關穎   | 欧阳千君 |      |
| 朱璇   | 金皖平   |      |
| 高捷   | 小张     |      |
| 曾江   | 刘将军   |      |
| 林佑威 | 仇老師   |      |

## 獎項
| 頒獎典禮                   | 獎項             | 名單         | 結果 |
| -------------------------- | ---------------- | ------------ | ---- |
| 第16屆香港電影評論學會大獎 | 最佳電影         | 《淚王子》   | 提名 |
| 第16屆香港電影評論學會大獎 | 最佳導演         | 楊凡         | 提名 |
| 第16屆香港電影評論學會大獎 | 最佳編劇         | 楊凡         | 提名 |
| 第16屆香港電影評論學會大獎 | 推薦電影         | 《淚王子》   | 獲獎 |
| 第4屆亞洲電影大獎          | 最佳導演         | 楊凡         | 提名 |
| 第4屆亞洲電影大獎          | 最佳新演員       | 朱璇         | 提名 |
| 第29屆香港電影金像獎       | 最佳新演員       | 朱璇         | 提名 |
| 第29屆香港電影金像獎       | 最佳攝影         | 秦鼎昌       | 提名 |
| 第29屆香港電影金像獎       | 最佳美術指導     | 楊凡、黃敏軒 | 提名 |
| 第29屆香港電影金像獎       | 最佳服裝造型設計 | 楊凡、馮文俊 | 提名 |
| 第29屆香港電影金像獎       | 最佳原創電影音樂 | 于逸堯       | 提名 |

## 外部連結
- Yahoo奇摩電影上《淚王子》的資料（繁體中文）
- MSN娛樂上《淚王子》的資料（繁體中文）

- 開眼電影網上《淚王子》的資料（繁體中文）
- 豆瓣电影上《淚王子》的資料 （简体中文）
- 时光网上《淚王子》的資料（简体中文）
- AllMovie上《淚王子》的资料（英文）
- 爛番茄上《淚王子》的資料（英文）
- 香港影庫上《淚王子》的資料（繁體中文）
- 互联网电影数据库（IMDb）上《淚王子》的资料（英文）